# Actinernus elongatus
Espèce
Actinernus elongatus est une espèce de la famille des Actinernidae.

## Systématique
Le nom valide complet (avec auteur) de ce taxon est Actinernus elongatus (Hertwig, 1882).
L'espèce a été initialement classée dans le genre Porponia sous le protonyme Porponia elongata Hertwig, 1882.
Actinernus elongatus a pour synonyme :
- Porponia elongata Hertwig, 1882

## Publication originale
- Hertwig, R. (1882). Die Actinien der Challenger Expedition. Gustav Fischer. Jena., pp. 119.